# HD 100418
HD 100418，又名BD-15 3295，SAO 156750、HR 4451，是一颗恒星，视星等为6.05，位于銀經277.05，銀緯42.63，其B1900.0坐标为赤經11h 28m 12.2s，赤緯-15° 42.63′ 37″。